# Méthode des concordances
La méthode des concordances est appliquée en biologie, surtout dans la recherche.  Cette méthode est inductive.

## Méthode
"Comparer les différents cas dans lequel le phénomène se présente"
d'où le premier canon "Si deux cas ou plus du phénomène, objet de la recherche, ont seulement une circonstance en commun, la circonstance dans laquelle seule tous les cas concordent est la cause (ou l'effet) du phénomène."
On effectue 3 expériences. Dans la première se trouvent réunis les éléments A, B et C (ABC), de même dans la seconde les éléments A, M et N (AMN) et dans la dernière les éléments A, X et Y (AXY).
À l'issue des expériences (ABC, AMN et AXY), un phénomène P se produit. Donc, le terme A commun à toutes les séries antécédentes est la cause de P, les autres termes ne jouant aucun rôle.

## Théorisation
John Stuart Mill, en 1843 in Système de logique déductive et inductive, Livre III : DE L’INDUCTION Chap VIII : Des quatre méthodes de recherche expérimentale.

## Limites
Les conclusions doivent être vérifiées par la méthode des différences